# 자유의 나무

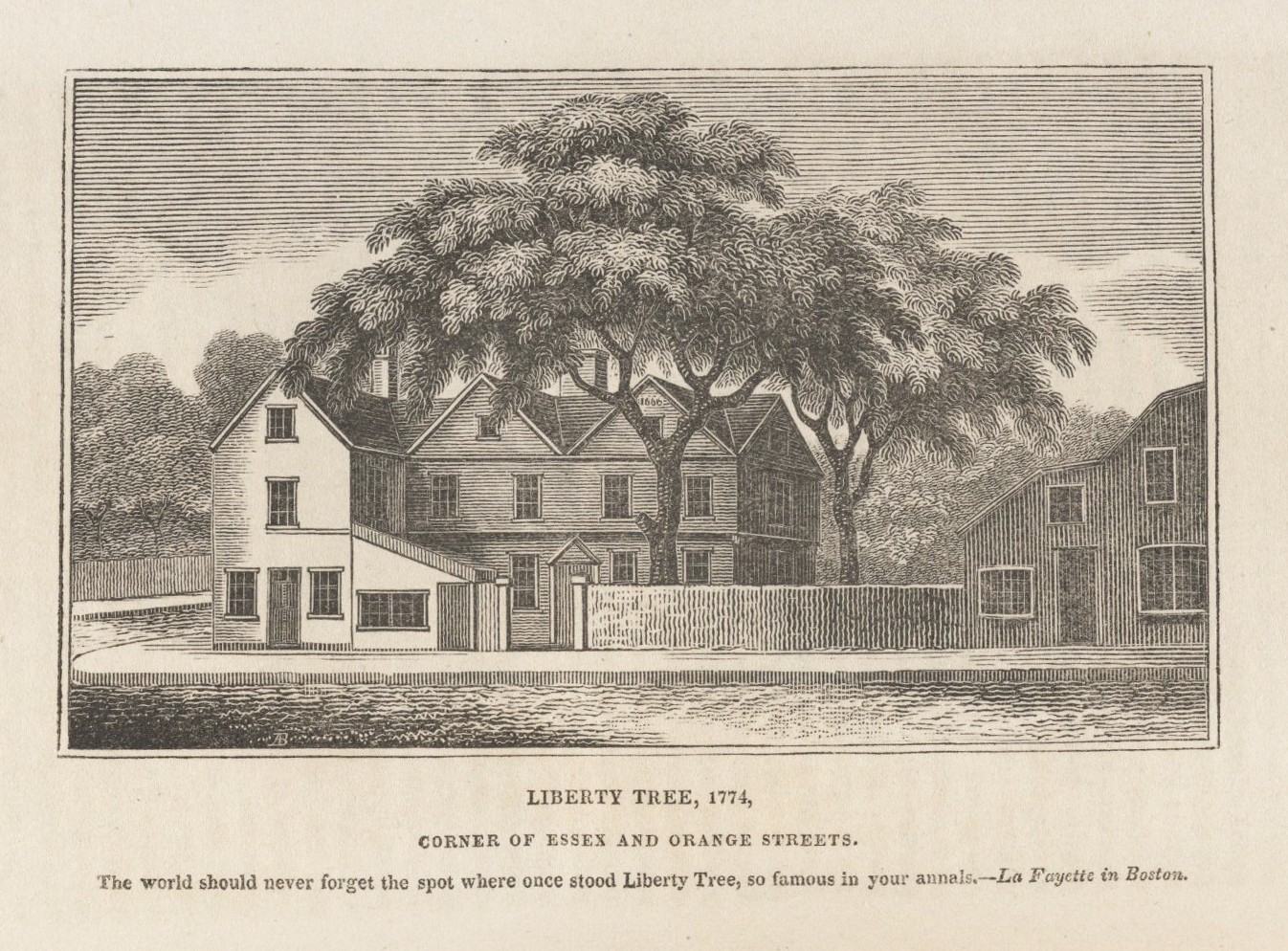
1825년 그려진 보스턴의 자유의 나무

자유의 나무(영어: Liberty Tree, 1646년~1775년)는 미국 독립 혁명이 일어나기 전 매사추세츠주 보스턴의 보스턴 코먼 근처에 서 있던 유명한 느릅나무였다. 1765년, 보스턴의 애국자들은 이 나무 아래에서 영국 정부에 대한 최초의 저항 행위를 벌였다. 이 나무는 미국 식민지에 대한 영국의 통치에 맞서는 저항 운동의 집결지가 되었고, 주변 지역은 자유의 전당으로 알려졌다. 자유의 나무는 1775년 8월 내서니얼 코핀 주니어 또는 잡 윌리엄스가 이끄는 왕당파에 의해 베어졌다.

## 역사

### 인지세법 항의 시위

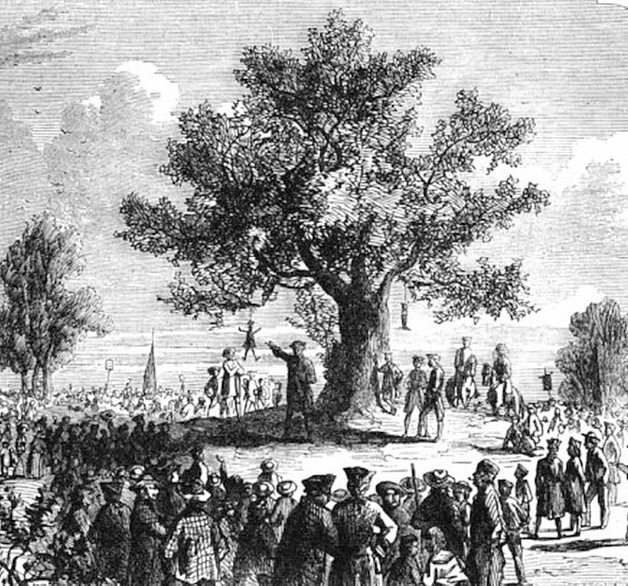
"자유의 나무 아래 식민지 주민들", 캐슬의 영국 역사 삽화, 1865년

1765년, 영국 의회는 영국 식민지를 겨냥한 인지세법을 도입했다. 이 법은 미국 식민지의 모든 법률 문서, 허가증, 상업 계약서, 신문, 팸플릿, 플레잉 카드에 세금 인지를 부착하도록 요구했다. 이 법은 식민지 전역에서 광범위한 분노를 샀고, 보스턴에서는 로열 나인이라고 자칭하는 사업가 집단이 이 법에 반대하는 일련의 시위를 계획하기 위해 비밀리에 모이기 시작했다.
1765년 8월 14일, 보스턴의 에식스 스트리트와 오렌지 스트리트 모퉁이에 있는 큰 느릅나무 아래에 군중이 모여 인지세법에 항의했다. 나무에는 매사추세츠 부지사인 A. O.라고 적힌 짚으로 속을 채운 인형이 매달려 있었다. 그 옆에는 밑창이 초록색으로 칠해진 부츠가 걸려 있었다. 이 두 번째 인형은 인지세법의 책임자로 여겨지던 그렌빌 내각의 두 인물을 나타냈다: 뷰트 백작 (부츠는 "Bute"에 대한 말장난)과 조지 그렌빌 (초록색은 "Grenville"에 대한 말장난). 부츠 안에서 작은 악마 형상이 인지세법 사본을 들고 "새로운 잉글랜드가 나무에 매달린 인지세 세금 징수원보다 더 큰 기쁨을 본 적이 있는가!"라고 쓰인 팻말을 들고 있었다. 이것은 왕실에 대한 최초의 공개적인 저항이었고, 10년 후 미국 독립 전쟁으로 이어진 저항 운동을 촉발시켰다.
이 나무는 시위대의 중심 집결지가 되었고, 주변 지역은 대중적으로 자유의 전당으로 알려지게 되었다. 인근에 자유의 기둥이 설치되었고, 마을 사람들을 회의에 소집하기 위해 나무 위로 깃발을 올릴 수 있었다. 에베네저 매킨토시는 인형을 매달고 화난 폭도들을 이끄는 실질적인 작업을 많이 처리한 구두장이였으며, 그는 "자유의 나무의 대장군"으로 알려지게 되었다. 폴 리비어는 자신의 조각 "1765년의 풍경"에 자유의 나무를 포함시켰다.
1766년 인지세법이 폐지되자 마을 사람들은 자유의 나무에 모여 축하했다. 그들은 나무를 깃발과 리본으로 장식했고, 어둠이 내리자 수십 개의 등불을 나뭇가지에 걸었다. 나무 몸통에는 "이 나무는 1646년에 심어졌으며, 자유의 아들들의 명령에 따라 1766년 2월 14일에 가지치기되었다"고 쓰인 구리 간판이 부착되었다. 곧 다른 마을의 식민지 주민들도 뉴포트, 사우스캐롤라이나주 찰스턴에 이르기까지 자신들의 자유의 나무 이름을 붙이기 시작했고, 자유의 나무는 미국 독립 혁명의 친숙한 상징이 되었다.

### 다른 항의 시위

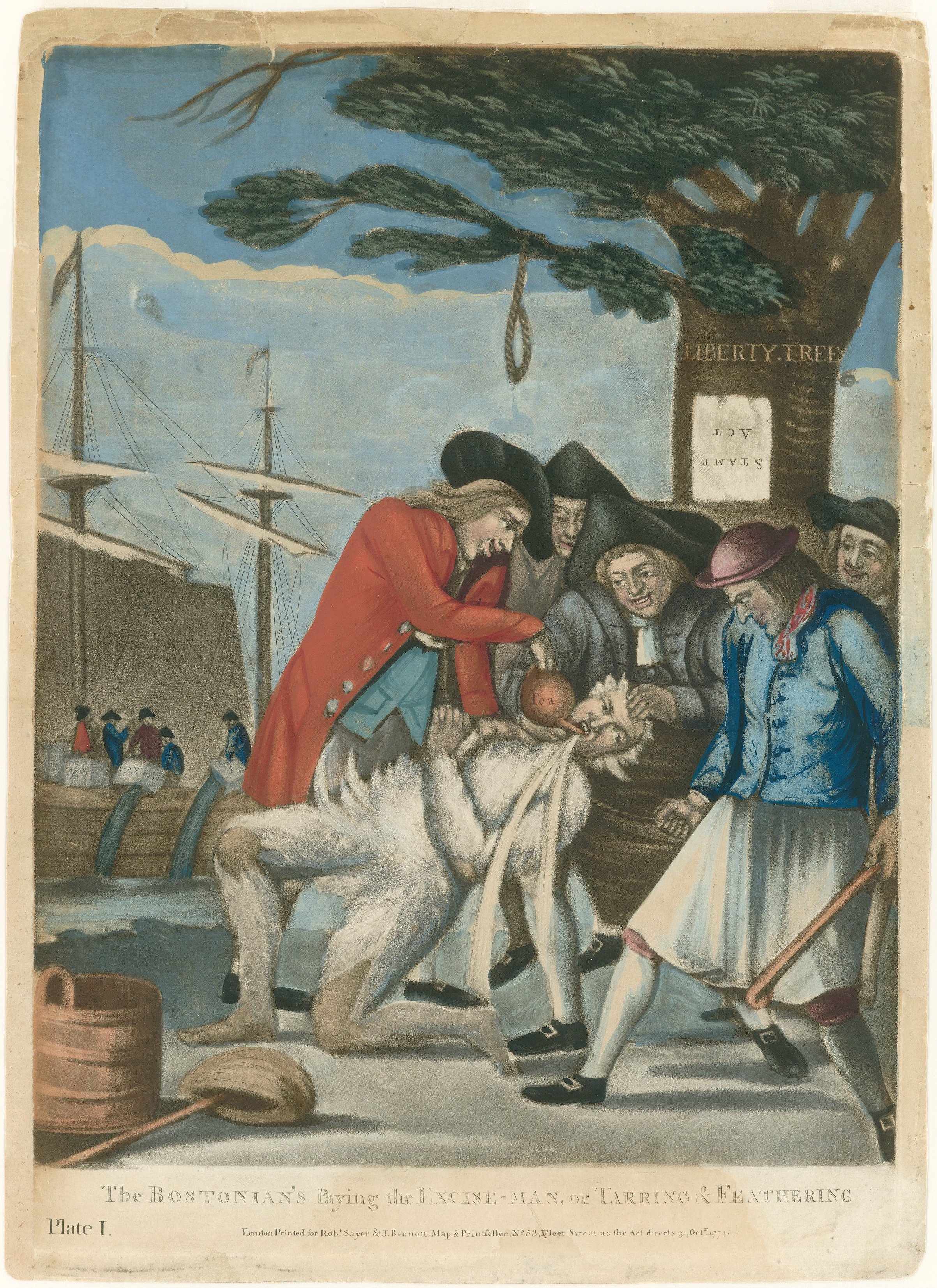
자유의 나무 아래에서 자유의 아들들이 존 말콤에게 타르를 바르고 깃털을 입히는 모습

로열 나인은 결국 자유의 아들들의 일부가 되었다. 그들은 계속해서 자유의 나무를 시위 집결지로 사용했으며, 이로 인해 왕당파 피터 올리버는 1781년에 쓰디쓴 어조로 다음과 같이 썼다.
이 나무는 마을에 서 있었고, 폭도들이 숭배할 우상으로 봉헌되었다. 그것은 폭도들이 국가의 범죄자라고 지목한 자들을 재판에 회부하거나 정치적 정통성의 시험으로 삼기 위해 끌고 간, 적절히 말하자면 오디얼 나무였다.
1768년 자유 소요 동안 마을 사람들은 세관원의 배를 항구에서 자유의 나무까지 끌어내어 보스턴 세관 관리들이 존 핸콕의 배를 압류한 것에 항의했다. 세관원의 배는 모의 재판에서 유죄 판결을 받고 보스턴 코먼에서 불태워졌다. 2년 후, 보스턴 학살 희생자들의 장례 행렬이 나무 옆을 지나갔다. 이곳은 또한 차법에 대한 시위의 장소이기도 했다. 1774년, 세관원이자 확고한 왕당파였던 존 말콤은 상의를 벗기고 타르와 깃털을 입힌 채 나무 아래에서 사임을 발표하도록 강요당했다. 다음 해, 토머스 페인은 펜실베이니아 가제트에 자유의 나무 송가를 발표했다.
전쟁이 다가오는 몇 년 동안, 영국군은 자유의 나무를 조롱의 대상으로 삼았다. 제29 보병연대 소속 군인들은 토머스 딧슨이라는 식민지 주민에게 타르를 바르고 깃털을 입힌 후, 그들이 머스킷을 사려고 한 벌로 나무 앞에서 행진하게 했다.

### 벌목
1775년 4월, 식민지군은 보스턴 포위전의 일환으로 코먼과 자유의 나무를 포함하여 보스턴 넥에 바리케이드를 쳤다. 영국군과 소수의 왕당파 상인들만이 넥에 남아 있었고, 8월 28일에서 31일 사이의 어느 시점에, 내서니얼 코핀 주니어 또는 잡 윌리엄스가 이끄는 왕당파 일당이 나무를 베어 땔감으로 사용했다. 이 과정에서 한 병사가 사망했다.
1776년 영국군의 보스턴 철수 이후, 도시로 돌아온 애국자들은 그 자리에 자유의 기둥을 세웠다. 오랫동안 나무 그루터기는 보스턴 스톤처럼 지역 주민들에게 참고 지점으로 사용되었다. 1825년 보스턴을 방문하는 동안, 라파예트 후작은 "이곳에 자유의 나무가 서 있었던 장소는 세상이 결코 잊지 말아야 할 역사적인 장소"라고 선언했다.

## 기념물

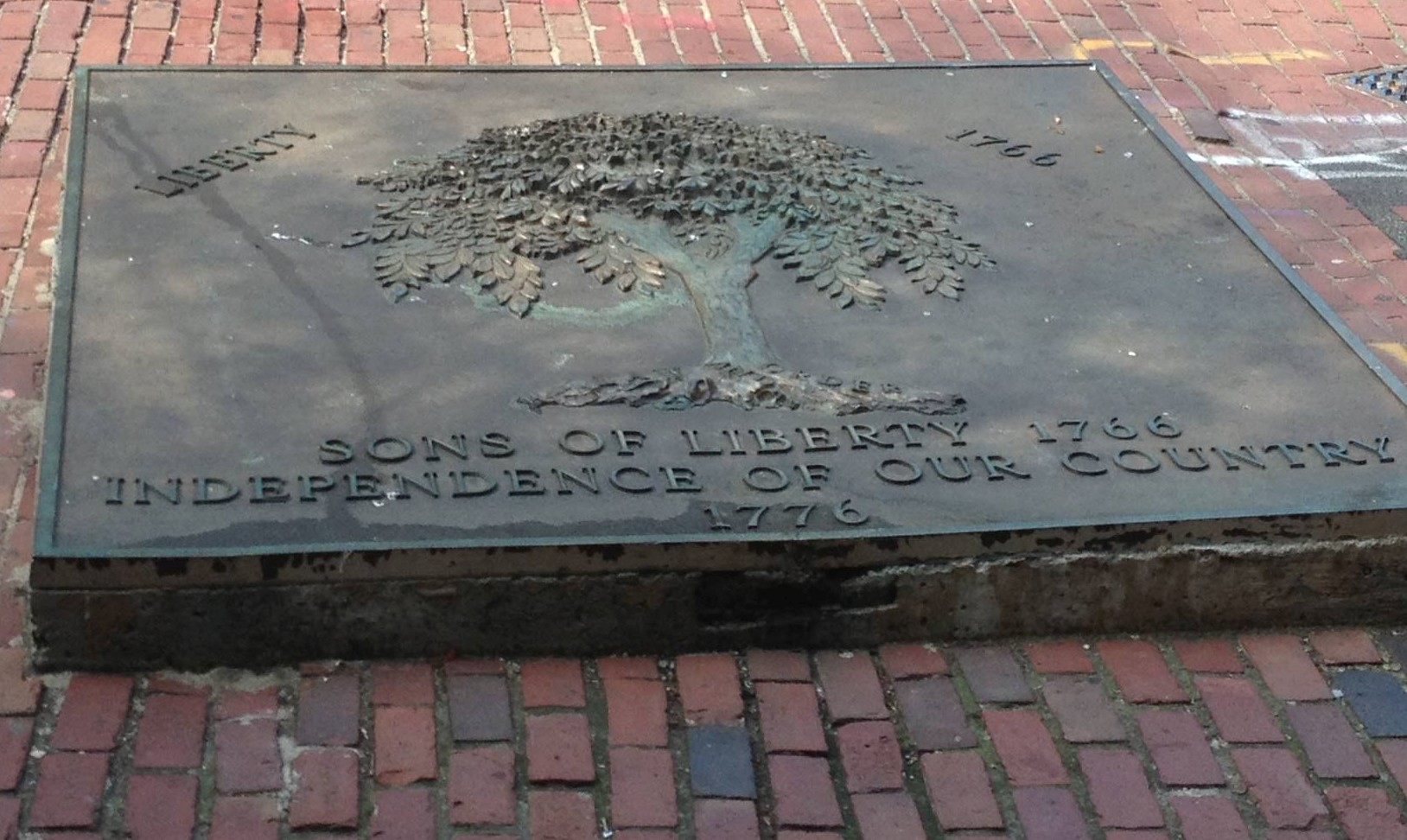
자유의 나무 광장에 새로 설치된 청동 명판

1964년 세계 박람회에서 앨버트 서먼이 디자인한 나무 조형물이 뉴잉글랜드 파빌리온의 주요 전시물이었다. 1972년 리버티 트리 몰이 개장했을 때, 이 조형물은 중앙 광장에 설치되었다.

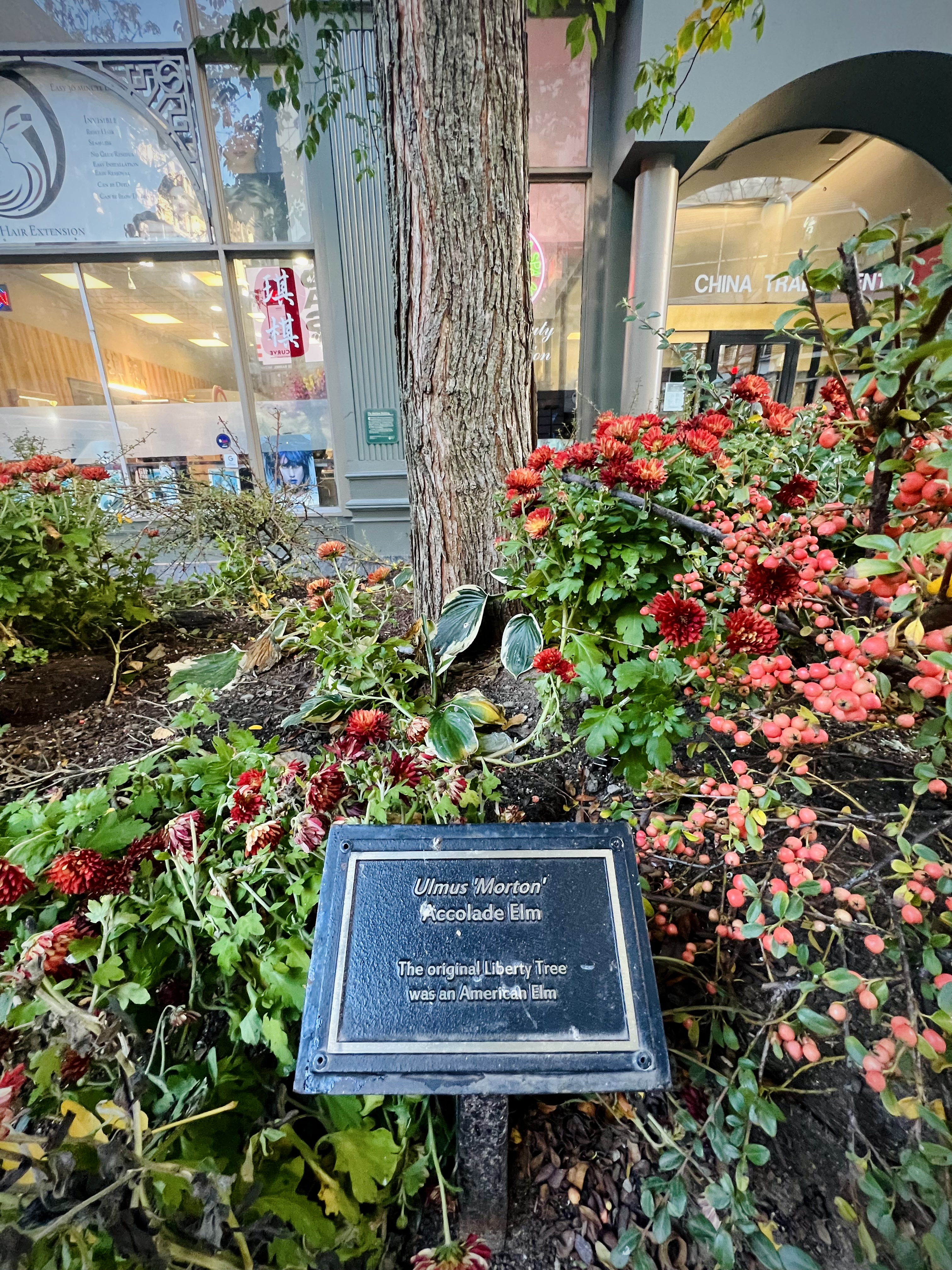
2022년, 자유의 나무를 기념하는 애컬레이드 느릅나무

1966년 10월, 보스턴 헤럴드는 자유의 나무 부지를 기념하는 유일한 기념물이 1850년대에 설치된 워싱턴 스트리트 630번지 건물, 에식스 스트리트와 워싱턴 스트리트 교차점에서 3층 높이에 있는 지저분한 명판뿐이라는 기사를 내보내기 시작했다. 기자 로널드 케슬러는 명판이 새똥으로 덮여 있고 켐프스 햄버거 간판에 가려져 있음을 발견했다. 지역 안내 책자에는 언급되어 있지 않았다. 부지가 얼마나 알려지지 않았는지에 대한 관심을 환기시키기 위해, 케슬러는 워싱턴 스트리트의 부조 명판 아래에 있는 에식스 델리카트슨의 웨이트리스들을 인터뷰했다. 아무도 자유의 나무가 무엇인지 몰랐다. "자유의 나무요? 그건 베르무다 양파 한 조각, 러시아 드레싱, 그리고 감자 샐러드를 곁들인 로스트 비프 샌드위치에요."라고 20년 동안 그 명판 아래에서 일했던 한 웨이트리스가 말했다. 케슬러는 매사추세츠 주지사 존 A. 볼페를 설득하여 그 부지를 방문하게 했다. 볼페가 소방차 사다리에서 명판을 살펴보는 사진이 1966년 10월 6일자 보스턴 헤럴드 1면에 실렸다.
1974년, 워싱턴과 에식스에 작은 공원을 조성하기 위한 자금이 승인되었는데, 이 지역은 당시 컴뱃 존으로 알려진 곳의 일부였다. 지하 시설물이 너무 많아서 나무를 심으려는 계획은 취소되어야 했다. 보스턴 재개발청은 결국 부조 명판 건너편 보도에 작은 청동 명판을 설치했다. 이 명판에는 "자유의 아들들, 1766년; 조국의 독립, 1776년"이라는 문구가 새겨져 있다.
2018년 12월, 시는 원래의 부조 명판 건너편 보일스턴 스트리트 2번지에 자유의 나무 광장을 개장했다. 이 광장에는 테이블과 의자, 조경, 조명, 1775년 미국 독립 전쟁 발발 전에 베어진 원래의 나무를 기념하는 느릅나무, 그리고 자유의 나무의 역사가 새겨진 석조 기념물이 있다. 명문에는 자유의 나무가 "1765년 영국이 부과한 인지세법에 항의하는 식민지 주민들의 집결지가 되었고, 그들의 대의의 중요한 상징이 되었다"고 쓰여 있다. "이 '자유의 아들들'은 독립 전쟁과 미국 독립으로 이어진 투쟁을 시작했다." 보스턴의 올드 스테이트 하우스 박물관에는 자유의 나무 위에 걸렸던 깃발 중 하나와 1766년 인지세법 폐지 축하 행사 때 나무에 걸렸던 원래의 등불 중 하나가 소장되어 있다.

## 다른 나무들

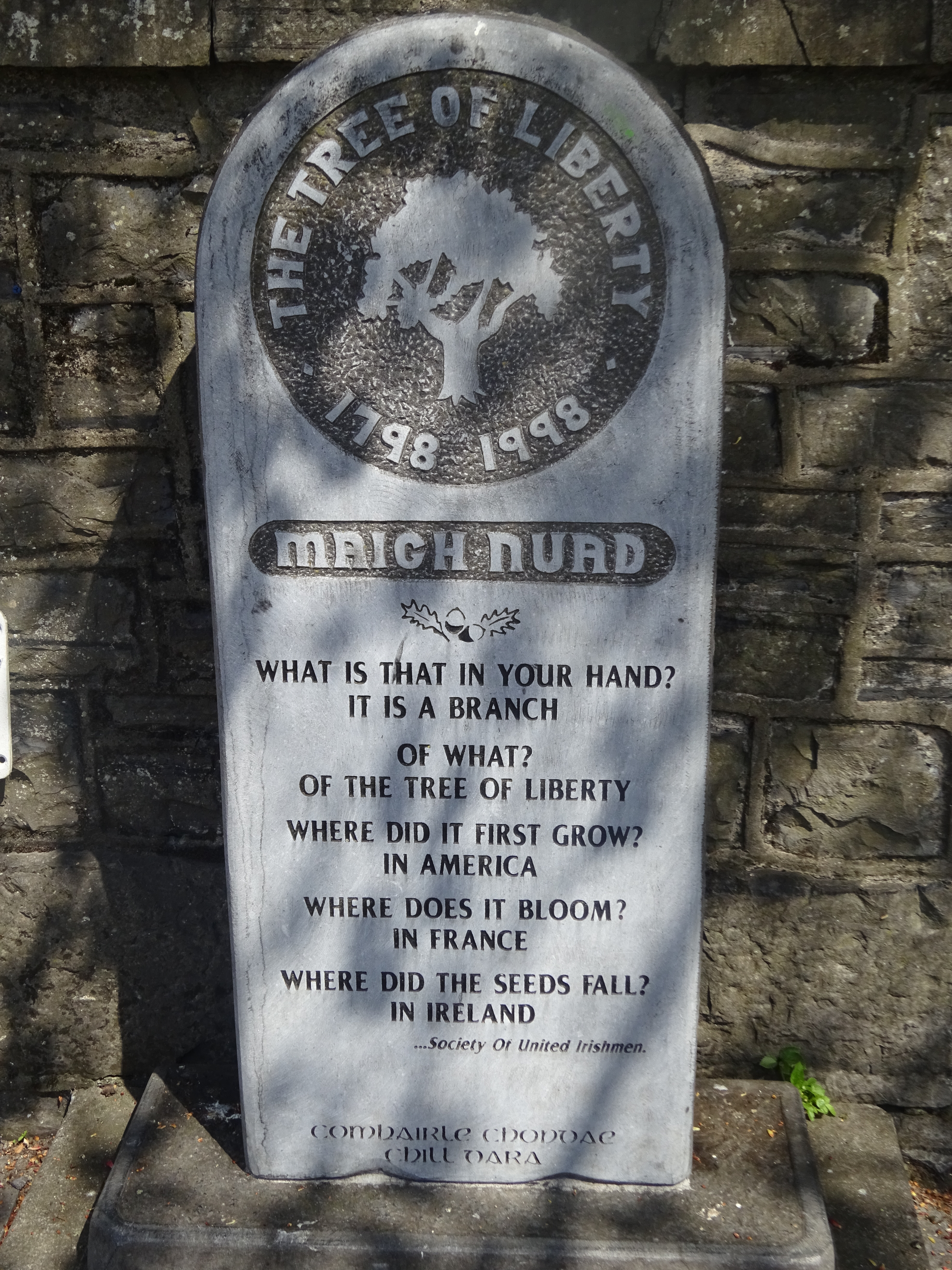
미국 독립 혁명과 프랑스 혁명에 영감을 받아 일어난 1798년 아일랜드 반란을 기념하는 아일랜드 메이누스의 자유의 나무 기념비

다른 많은 도시들도 자신들의 자유의 나무를 지정했다. 대부분은 시간이 지나면서 사라졌지만, 뉴저지주 랜돌프는 1720년으로 거슬러 올라가는 흰 참나무 자유의 나무를 가지고 있다고 주장한다. 메릴랜드주 아나폴리스의 세인트존스 칼리지 부지에는 400년 된 백합나무가 1999년까지 서 있었는데, 허리케인 플로이드로 인해 회복 불가능한 손상을 입어 베어졌다. 매사추세츠주 액튼의 자유의 나무는 1925년경까지 존재했던 느릅나무였다. 액튼 학생들은 1915년에 평화의 나무를 심었는데, 이 단풍나무는 오늘날까지 서 있다.
아르브르 드 라 리베르테("자유의 나무")는 프랑스 혁명의 상징이었으며, 보스턴의 자유의 나무에 영감을 받아 1790년 비엔 마을의 목사가 처음 심었다. 프랑스에 남아 있는 마지막 자유 느릅나무는 로트 데파르트망의 페셀에 있는 라 마들렌 교구에 서 있다. 자유의 나무는 또한 1794년 7월 9일 프랑스 혁명군이 오스트리아령 네덜란드를 점령한 후 브뤼셀의 플라스 루아얄에, 그리고 1795년 1월 19일 프랑스 공화국과 바타비아 공화국의 동맹을 기념하여 담 광장에 심어졌다.
자유의 나무는 1798년 로마의 피아차 델레 스콜레에도 심어져 로마 게토의 법적 폐지(하지만 교황 통치 재개와 함께 복원됨)를 기념했다. 이탈리아에 남아 있는 마지막 자유 느릅나무는 1799년 새로운 파르테노페 공화국을 축하하기 위해 심어졌으며, 최근까지 칼라브리아의 몬테파오네에 서 있었다. 이 나무는 2008년 폭풍으로 심하게 손상되어 복제된 나무로 교체되었다.

### 토머스 제퍼슨
실제 나무 외에도 "자유의 나무"라는 용어는 토머스 제퍼슨이 윌리엄 스티븐스 스미스에게 쓴 1787년 편지의 인용문과 관련이 있다. "자유의 나무는 때때로 애국자와 폭군의 피로 새로워져야 한다."

## 같이 보기
- "자유의 나무", 토머스 페인의 시 (위키문헌)
- 파인 트리 깃발, 때때로 자유의 나무 깃발이라고도 불림
- 자유 세대
- 느릅나무속 목록
- 개별 나무 목록
- 제1대 준남작 프랜시스 버나드 경